# ムギネ酸
ムギネ酸（ムギネさん、mugineic acid）は、アミノ酸（正確にはイミノ酸）の一つでイネ科の植物に多くみられる。化学式はC12H20N2O8。
1960年代に岩手大学農学部教授高城成一により発見され、大麦の根から得られたことからこの名が付いた。なお、その構造は、1978年竹本常松、野本亨資らにより決定された
イネ科の植物の根から分泌されるファイトシデロフォア（植物性親鉄剤）であり、鉄(III) イオンとキレートを形成することによって、土壌からの鉄の吸収や移動に関与している。なお、銅やコバルト錯体の構造は判明しているが鉄錯体の構造は2008年現在のところ不明である。
末端の水酸基がアミノ基になったニコチアナミンは植物全般に含まれ、キレート作用を有するが、ムギネ酸と違って根から放出されることはない。
アルカリ性土壌では鉄(III) イオンは不溶化されるが、ムギネ酸-鉄(III)錯体は可溶性であり、植物根からの吸収が容易になる。
イスラエルなどでは、アルカリ性土壌における鉄の供給源としてEDTAと鉄のキレートを散布しているが、EDTAは高価で且つ効率が悪く、さらに自然界では分解されないなどの問題点が指摘されている。そのため、環境に負荷をかけない鉄源として注目されたが、ムギネ酸の全合成は複雑な工程が必要なため、類似化合物の合成の研究が進められ、現在、2′-デオキシムギネ酸の4員環を5員環に置き換えたプロリンデオキシムギネ酸(PDMA)の開発と圃場での有効性の実証が行われている
鉄中毒に対する経口投与可能なシデロフォアとしても研究されている。

## ムギネ酸の生合成系
まず、ニコチアナミンシンターゼ (EC 2.5.1.43) によって3分子のS-アデノシル-L-メチオニン (SAM) から1分子のニコチアナミンが合成される。次に、ニコチアナミンアミノトランスフェラーゼ (EC 2.6.1.80) によってニコチアナアミンから3''-デアミノ-3''-オキソニコチアナミンに変換される。そして、3''-デアミノ-3''-ニコチアナミンレダクターゼ (EC 1.1.1.285) によって3''-デアミノ-3''-オキソニコチアナアミンから2'-デオキシムギネ酸に還元され、最後に、2'-デオキシムギネ酸-2'-ジオキシゲナーゼ (EC 1.14.11.24) によって2'-デオキシムギネ酸からムギネ酸に変換される。これらの酵素遺伝子はオオムギより単離されている。
オオムギはムギネ酸の根からの分泌能力が高いので、アルカリ土壌中でも良く生育できるが、イネやトウモロコシでの分泌能力は低く、アルカリ土壌中での生育は困難である。そこで、アルカリ土壌中でも生育できるイネの開発を目的として、イネのムギネ酸生合成系が強化された鉄欠乏耐性イネが開発されている。上記の遺伝子をイネに導入したところアルカリ土壌における鉄欠乏に耐性を示した。現在、様々な遺伝子を導入されたイネが試験栽培されている。